# Урицкий (Брянская область)
Ури́цкий — железнодорожный разъезд в Брянском районе Брянской области. Входит в состав Стекляннорадицкого сельского поселения.

## География
Железнодорожный разъезд расположен на линии Брянск—Фаянсовая, между платформой Мальцевская и станцией Пунка. Через этот же разъезд проходит так называемый Брянский обход (альтернатива главному ходу Москва — Киев, через станцию Брянск-Орловский).

## Топоним
Официально называется «железнодорожный разъезд Урицкий», несмотря на то, что сам разъезд давно упразднён.
В довоенные годы этот разъезд не только носил иное название (Бабки), но и располагался в ином месте — примерно в 2 км к северо-востоку, где ныне находится платформа 225 км.

## История
Населённый пункт при разъезде возник в середине XX века, при строительстве железной дороги. В селении жили семьи тех, кто обслуживал инфраструктуру разъезда.
Годом основания станции официально считается 1929 год.

## Население
| 2010 | 2013 |
| ---- | ---- |
| 48   | ↘47  |

## Инфраструктура
Путевое хозяйство. Действует железнодорожная платформа Урицкий.

## Транспорт
Автомобильный и железнодорожный транспорт. Связан грунтовой дорогой с пгт Радица-Крыловка (в 3 км к юго-западу).